# Societat Cooperativa La Progressiva
La Societat Cooperativa La Progressiva és una cooperativa de consum fundada l'1 de juliol de 1912 a Parets del Vallès. El principal impulsor del projecte va ser Rosendo Basart, que la va fundar amb catorze obrers de la indústria La Linera i el rector de la parròquia, Jaume Creixell.

## Història

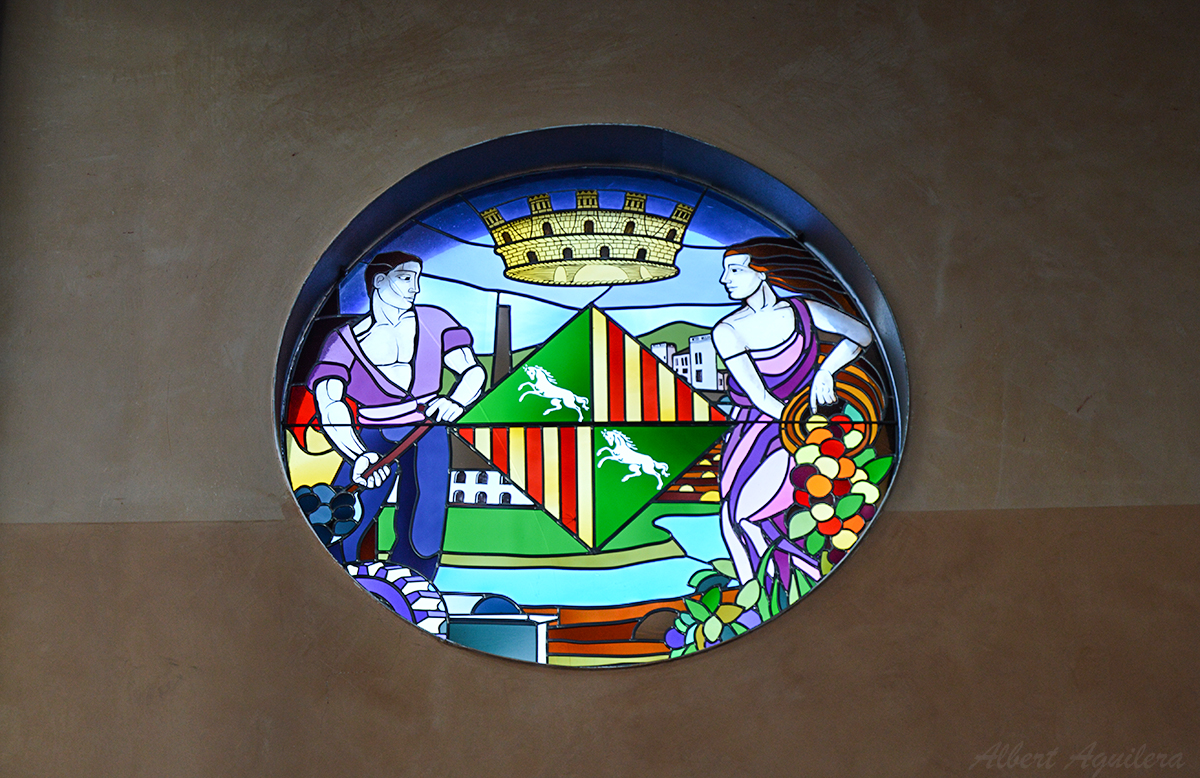
Vitrall de la cooperativa

La cooperativa de consum es va crear el 1912 i va anar lligada a la fàbrica tèxtil i els seus treballadors. El projecte naixia com a entitat a benefici dels associats. El propietari de La Linera permetia que els seus treballadors conreessin petits horts en terrenys de la seva propietat, on alguns fins i tot tenien bestiar. La resta d'articles de primera necessitat els podien adquirir a preus avantatjosos a la cooperativa de consum que s'acabava de crear. A part de queviures a bon preu, no es va tardar a oferir servei de carnisseria i forn de pa.
Durant la primera etapa, la cooperativa va desenvolupar una important obra social, amb activitats formatives i culturals per als socis i els seus fills. El ball de gitanes era una de les activitats que s'hi organitzaven, juntament amb ball, teatre i cinema.
L'any 1925 es va fusionar amb la coral Unión Paretense, que gestionava el cafè de la cooperativa.
El 1929 es va crear l'entitat Montepío de la Societat Cooperativa Obrera La Progressiva, per atendre els associats en cas de malaltia i ajudar-los amb recursos econòmics i personals.
Durant la guerra civil, el president de la Generalitat, Lluís Companys, va intervenir totes les cooperatives de Catalunya. Així, el 29 de juliol de 1936, la Cooperativa La Progressiva va passar a ser controlada pel Consell Superior de la Cooperació.
El 7 de gener de 1937, la cooperativa es va municipalitzar. Entre els anys 1937 i 1938, molts 
ajuntaments van emetre bitllets i monedes perquè el comerç no es paralitzés. L'Ajuntament de Parets no va emetre cap mena de paper moneda, però sí que ho va fer la Cooperativa La Progressiva. L'any 1937, tot i que no se'n sap la data exacta, aquesta entitat va encunyar les primeres monedes de metall, per valor d'una pesseta i vint-i-cinc, deu i cinc cèntims. No es coneix l'import global de les monedes encunyades, però es calcula que devia ser d'unes 12.000 pessetes.
El bàndol nacional va intentar confiscar la cooperativa diverses vegades, sense èxit. Buscaven la documentació de l'entitat i van escorcollar més d'un cop les dependències i la casa del president, Esteve Guasch, que l'havia amagat entre les muntures del cavall que li servia per fer el transport de queviures. La documentació no la van trobar mai. L'any 1939, per decret, la cooperativa va ser confiscada pel règim feixista per instal·lar-hi l'Auxilio Social i es va tancar al consum fins al 1954, any en què va obrir les portes amb l'aprovació d'uns nous estatuts.
L'any 2010, després de l'última remodelació de l'edifici del carrer de Sant Antoni, es va crear la sala Basart, que s'utilitza com a espai polivalent i d'espectacles, i es va encarregar a l'artista local Maria Puig i Clotet un vitrall que presideix l'entrada. Es tracta d'una escena figurativa al·legòrica en què apareixen la indústria i l'agricultura representades per un home i una dona. Les dues figures queden unides pel riu Tenes com a element vital en el desenvolupament de les dues activitats. En el vitrall també s'hi poden veure l'escut de Parets, l'edifici de La Linera i la Torre d'en Malla.
L'any 2012, la Cooperativa La Progressiva va ser guardonada amb la medalla Vila de Parets, que atorga l'Ajuntament de la població.

## Relació de presidents[6]
- 1912: Rosendo Basart i Filvà
- 1916: Jaume Soley i Moreu
- 1919: Jaume Comas i Xarrié
- 1921: Josep Gorina i Fontserè
- 1923: Joan Carreras i Oliver
- 1923: Joan Castells i Padró
- 1924: Joan Valls i Pi
- 1926: Jaume Guàrdia i Montpart
- 1927: Baudili Canals i Galceran
- 1927: Joan Castells i Padrós
- 1931: Joan Oller i Argemí
- 1933: Joan Carreras i Olivé
- 1933: Pau Sors i Ciurans
- 1934: Joaquim Cors i Serra
- 1935: Esteve Guasch i Rocaries
- 1939-1950: (confiscada) La cooperativa no va portar a terme cap activitat
- 1950: Joan Serra i Armadans
- 1960: Fèlix Serra i Palou
- 1980: Àngel Anfruns i Freixas
- 1981: Josep Ibáñez i Pérez
- 1981: Domènec Turull i Marquès
- 1989: Josep Novell i Reverter
- 1998: Miquel Gambau i Mur